# Разуваєв Юрій Сергійович
Юрій Сергійович Разуваєв (10 жовтня 1945, Москва — 21 березня 2012, там само) — радянський і російський шахіст, гросмейстер (1976).
Заслужений тренер РРФСР (1976). Тренер збірної команди СРСР з шахів на чемпіонатах Європи (1977 і 1980), Олімпіади 1980. Шаховий журналіст. Історик. Переможець Кубка європейських клубних команд (1976, 1979, у складі команди «Буревісник») та чемпіонату світу серед молодіжних команд (1971, у складі команди СРСР). Чемпіон Спартакіади народів РРФСР (1983). Учасник низки чемпіонатів СРСР (1973—1985). У складі команди СРСР, учасник матчу з командою обраних шахістів світу (Лондон, 1984, 8-ма шахівниця; 2:2 з Робертом Гюбнером).

## Спортивна і тренерська кар'єра
Підлітком на початку 1960-х років займався в групі Михайла Ботвинника, під впливом якого сформувався логічний позиційний стиль Разуваєва. У Школі Ботвинника познайомився з майбутнім чемпіоном світу Анатолієм Карповим, майбутніми гросмейстерами — Юрієм Балашовим, Геннадієм Тимощенком, а також майбутнім відомим тренером Борисом Злотником.
Закінчив Історичний факультет МДУ. Був капітаном університетської шахової команди, за яку грав на першій шахівниці.
Найкращі результати в інших міжнародних змаганнях: Вільнюс (1969) — 3-тє, Москва (1968) — 5-те, (1970, 1982 і 1985) — 5-6-те, (1986) — 3-6-те; Поляниця-Здруй (1972) — 3-4-те, 1979 — 1-ше; Сьєнфуегос (1975) — 4-те, (1976) — 2-3-тє, (1980) — 2-ге; Сан-Паулу (1977) — 3-5-те; Люблін (1978) — 4-6-те; Дубна (1979) — 1-4-те; Залаегерсег (1981) — 1-2-те; Лондон (1983) — 1-ше; Гельсінкі (1984) — 2-3-тє; Дортмунд (1985) — 1-3-тє; Сочі (1986) — 4-5-те; Калькутта (1986) — 5-6-те; Каппель-ла-Гранд (1987) — 4-7-ме; Юрмала (1987) — 1-4-те місця.
Найбільш яскраво Разуваєв, який володів видатним педагогічним талантом, проявив себе на тренерському терені. У 1976 році йому присвоїли звання заслуженого тренера РРФСР. Він багато працював з Карповим, асистував Ботвиннику в його прославленій школі, був тренером збірної команди СРСР на чемпіонатах Європи та Всесвітньій шаховій Олімпіаді 1980, потім — тренером збірної Росії. Серед його учнів — чемпіонка світу Олександра Костенюк і чемпіон Європи Євген Томашевський.
Разуваєв належав до того покоління радянських шахістів, для якого шахи були сенсом життя. Після того, як спортивна кар'єра пройшла свій пік, багато років очолював Тренерський комітет ФІДЕ і його по праву вважали одним з найбільш авторитетних тренерів світу. Ще в радянські часи підкреслював свою аполітичність, співчутливо ставився до шахових дисидентів, підтримував стосунки з гросмейстерами-емігрантами Борисом Гульком, Геннадієм Сосонко, Яковом Муреєм.
Був співавтором популярних книг «Акіба Рубінштейн» (1980) і «Перехід в ендшпіль» (1981), а також автором численних статей з теорії і практики шахової гри. Талановито проявив себе як шаховий журналіст і коментатор.
Входив до складу Опікунської Ради Російської шахової федерації. В останні роки життя Разуваєв велику увагу приділяв шкільним шахам і проекту «Шахові надії Росії», керівником якого був.
В 1999—2009 роках тренував чоловічу збірну Італії.
Разуваєв був втіленням російського інтелігента, вирізнявся вишуканим смаком в одязі, був тонким цінителем і знавцем мистецтва і літератури, особливе враження на нього справила поезія Андрія Вознесенського.
Разуваєв — один з перших гросмейстерів Радянського Союзу, хто, на думку заслуженого тренера СРСР Ігоря Зайцева, вміло і цілеспрямовано працював над власним іміджем, володів прийомами акторської майстерності, при цьому приділяв особливу увагу мовленню, інтонації та жесту, мав індивідуальну манеру триматися, здатність концентрувати на собі увагу, не порушуючи такту і почуття міри. Міг презентабельно піднести себе далеко за межами шахової середовища, завдяки чому позиціонувався на батьківщині і за кордоном не лише як спортсмен і тренер, але передусім — як діяч культури.
Помер 21 березня 2012 року в Москві після тривалого онкологічного захворювання. Похований на П'ятницькому цвинтарі.

## Родина
Був одружений єдиним шлюбом 45 років, дружина зі студентської пори — Наталія, за освітою лікар-логопед.
Син Олександр Юрійович Разуваєв (15 липня 1973, Москва) — директор аналітичного департаменту компанії «Альпарі», кандидат економічних наук, один з провідних російських аналітиків фінансових ринків.

## Зміни рейтингу
| На цьому місці має відображатися графік чи діаграма, однак з технічних причин його відображення наразі вимкнено. Будь ласка, не видаляйте код, який викликає це повідомлення. Розробники вже працюють для того, щоби відновити штатне функціонування цього графіка або діаграми. | |
| | На цьому місці має відображатися графік чи діаграма, однак з технічних причин його відображення наразі вимкнено. Будь ласка, не видаляйте код, який викликає це повідомлення. Розробники вже працюють для того, щоби відновити штатне функціонування цього графіка або діаграми. |